# Paul B. Preciado
Pour les articles homonymes, voir Preciado.
Paul B. Preciado, connu sous le nom de Beatriz Preciado jusqu'en 2015, est un chercheur, commissaire d'exposition, écrivain et réalisateur espagnol né le 11 septembre 1970 à Burgos. Il est notamment connu pour son livre Testo Junkie : sexe, drogue et biopolitique et son film Orlando, ma biographie politique.
Proche des mouvements féministe, queer, transgenre et pro-sexe, Preciado théorise notamment dans son œuvre l'abolition des différences entre les sexes, les genres et les sexualités. Preciado se considère dans un premier temps comme une femme lesbienne, puis comme « gouine trans » et « garçon-fille », revendiquant de n'appartenir à aucun des genres masculin et féminin. En août 2014, il se déclare « trans in between non opéré », puis décide en janvier 2015 d'utiliser le nom « Paul B. Preciado » et choisit le masculin pour s’identifier.

## Biographie
Preciado, né Béatriz Preciado, grandit dans une famille catholique qui le place dans une école religieuse non mixte.
Dans les années 1990, il étudie à la New School for Social Research de New York grâce à une bourse Fulbright. Ses professeurs sont notamment Jacques Derrida et Ágnes Heller.
En 2000, il s’installe à Paris, et en 2002, organise le premier atelier dragking en France. Il retourne aux États-Unis et obtient en 2004 un doctorat de théorie de l'architecture à l'université de Princeton. Sa thèse est consacrée à la place de l'architecture dans le magazine Playboy. Il en tire ensuite l'ouvrage Pornotopie : Playboy et l'invention de la sexualité multimédia.
Preciado est chercheur associé au centre de recherche sur la danse de l'université Paris-VIII. Preciado a dirigé le projet « Technologies du Genre » au sein du programme d'études indépendantes du musée d'Art contemporain de Barcelone.
Preciado a été en couple avec l'écrivaine Virginie Despentes (laquelle s’est alors déclarée publiquement comme lesbienne) de 2005 à 2014.
En décembre 2013, Preciado s'oppose aux limitations de l'avortement promulguées par le gouvernement de Mariano Rajoy. Dans un texte intitulé « déclarer la grève des utérus », il appelle les femmes à « [s'affirmer] en tant que citoyens entiers et non plus comme utérus reproductifs. Par l’abstinence et par l'homosexualité, mais aussi par la masturbation, la sodomie, le fétichisme, la coprophagie, la zoophilie… et l'avortement » et à « [ne pas laisser] pénétrer dans nos vagins une seule goutte de sperme national catholique. »
Preciado collabore comme consultant et commissaire d’exposition avec le musée Reina Sofia à Madrid. En 2014-2015, Paul Preciado est professeur invité à l'université de New York et à l'université de Princeton.

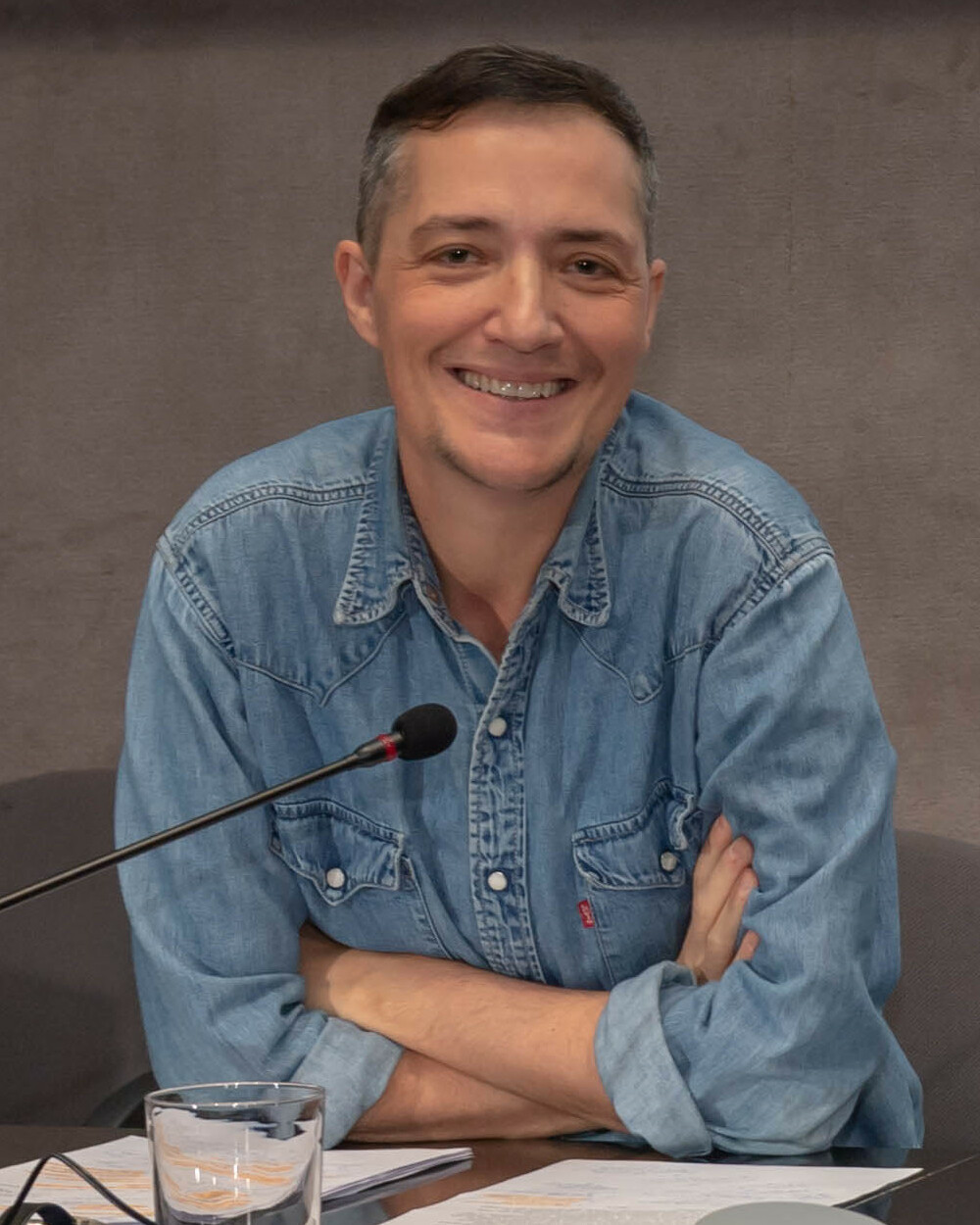
Paul B. Preciado en 2018.

### Identité de genre
En 2008, à la publication de Testo-Junkie qui raconte son expérience de prise de testostérone, Preciado se présente comme lesbienne, puis comme « gouine trans » et « garçon-fille », revendiquant de n'appartenir à aucun des deux genres masculin et féminin. En août 2014, Preciado se déclare « trans in between non opéré », puis décide en janvier 2015 d'utiliser le nom « Paul B. Preciado » et choisit le masculin pour s’identifier.
Preciado a depuis signé tous ses textes sous ce nom, en utilisant le masculin, que ce soit pour la revue Artforum, dans ses chroniques pour le journal Libération, pour le magazine Mousse ou encore dans le cadre de contributions à des ouvrages collectifs. Il évoque son changement de nom dans de nombreux entretiens,.
Le 16 novembre 2016, Paul B. Preciado a changé d'état civil et est administrativement un homme, abandonnant son nom de naissance,,.

## Œuvre
L'œuvre de Preciado questionne les nouvelles technologies du corps (hormones, chirurgie plastique…), leurs usages médicaux disciplinaires (comme la réassignation d'un sexe aux personnes intersexuées) et leur potentiel de subversion du système de genre par de nouveaux codages corporels. Ses textes sont souvent écrits à la première personne et contiennent des détails autobiographiques.

### Manifeste contra-sexuel
Dans son Manifeste contra-sexuel, paru d'abord en France en 2000 puis en Espagne sous le titre Manifiesto contra-sexual en 2002, Preciado tente de définir une alternative à l'hétérosexualité en développant de nouvelles formes de sexualité. Pour ce faire, l'auteur décentre la connotation sexuelle traditionnellement liée au pénis et au vagin pour constituer et proclamer une sexualité dans laquelle l'anus et le godemichet (chaque partie du corps pouvant être ou devenir un godemichet) sont au centre du comportement sexuel.
Le manifeste de Preciado esquisse l'ébauche d'un système sociétal qui se défait des normes de genre et de la distribution traditionnelle des rôles afin de créer une société nouvelle. La contra-sexualité est une réflexion critique sur le « contrat social hétérocentriste » qui fait de l'hétérosexualité une norme et refuse toute forme de déviance. Preciado parle de « performances normatives, qui viennent s'imposer dans le corps comme des vérités biologiques ». Le Manifeste dénonce un conditionnement des êtres humains : la nature de l'homme et de la femme serait déterminée par la culture et projetée automatiquement sur l'individu. Preciado souhaite rompre avec le « contrat social hétérosexuel » et le remplacer par un « contrat social contra-sexuel », ce qui passe par une « déconstruction systématique de la naturalisation des pratiques sexuelles et de l'ordre sociétal ». Tout comme Judith Butler, Preciado emploie le concept de « performance ». Selon Preciado, le « système hétérosexuel » fonctionnerait au travers de codes culturels, c'est-à-dire un cercle fait de performance, d'imitation, de production et de reproduction, grâce auquel émergent des identités de genre présentées comme naturelles.
Preciado définit la contra-sexualité comme « une théorie du corps, qui se trouve en dehors de l'opposition entre masculin et féminin, entre mâle et femelle, entre hétérosexuel et homosexuel. Il définit la sexualité comme une technologie et considère les différents éléments du système de sexe et de genre (…) tout comme ses pratiques et ses identités sexuelles ». L'auteur oppose à ce système l'idée que la sexualité définit l'individu dans une société, et vise à libérer cet individu grâce à sa société alternative contra-sexuelle. Celle-ci se base sur un contrat contra-sexuel adopté par deux ou plusieurs individus. Ce contrat règle le comportement sexuel des signataires jusqu'aux moindres détails. Il est constitué de principes formulés par écrit avec lesquels les membres de la société se déclarent en accord. Les signataires renoncent d'abord à toute forme d'identité sexuelle dans la mesure où ils renoncent à la conception naturaliste de la féminité et de la masculinité et donc aux privilèges et aux devoirs qui y sont liés. Ensuite, la relation interpersonnelle est définie plus précisément. Le contrat n'est ni l'équivalent d'un mariage, ni celui d'une communauté de vie. La reproduction n'est pas contenue dans le contrat et ne peut se produire que si les deux ou plusieurs partenaires sont d'accord. Le contrat lui-même ne se rapporte qu'à l'acte sexuel. Dans le cadre de l'abolition des stéréotypes de genre, l'anus devient le nouveau « centre universel contra-sexuel ». En effet, l'anus n'est pas discriminant et ne crée pas de catégories, et devient une métaphore pour l'absence de normes de genre.

### Testo Junkie: sexe, drogue et biopolitique
Testo Junkie est un livre de Preciado, publié en Espagne (sous le titre Testo yonqui) et en France en 2008, traduit en anglais en 2013, qui relate l’expérience de Preciado s’administrant de la testostérone en gel appelée Testogel. Cet acte, qui se veut politique et performatif, est décrit par Preciado comme une stratégie visant à défaire le genre inscrit à l’intérieur même de son corps par un système de contrôle de la sexualité et de la contraception.
Testo Junkie est un hommage à l’auteur Guillaume Dustan, ami proche de Preciado, mort d'une intoxication médicamenteuse.
Preciado décrit et analyse dans l'ouvrage les changements induits par la testostérone à la lumière d’une histoire d’amour avec sa partenaire de l’époque, l’écrivaine Virginie Despentes (« VD » dans le livre). Testo Junkie est également une histoire politique des substances de transformation des corps : pilule contraceptive, Viagra, produits dopants, Prozac, androgènes et œstrogènes cliniques.
Preciado prolonge dans cet ouvrage l’œuvre de Michel Foucault. Ce dernier a décrit méticuleusement la succession d'une ère de la souveraineté et d'une ère disciplinaire. Preciado estime qu'à partir de la seconde guerre mondiale nous sommes entrés dans une nouvelle ère nommée « pharmacopornographique ». Interpénétration de l’industrie pharmaceutique et de l’industrie pornographique dans un capitalisme tardif, affectant les cycles reproductifs et le contrôle social par le biais d’une régulation des corps. Si l'on entend par pharmakon — le remède et le poison au sens grec — et par pornographie tous les dispositifs capables de créer une réaction d'excitation-frustration, alors l'ère pharmacoporno prend un sens plus large et plus complexe. La catégorie du féminin s'est élargie grâce à la déconnexion entre le sexe et le genre. Le système économico-politique demeuré hétéro-normatif, en incorporant des biofemmes et biohommes (auto)codifiés au féminin[pas clair], peut alors être lu comme la mise en place d'un immense bordel connectant, par les médias, la sphère du travail, et celle du social, des technocorps-prostitués à des technocorps-clients-consommateurs. La prostitution dépasse en ce sens la production de sperme, au sens littéral, qui était le but de cette institution dans son ancienne forme. Le rôle de la prostituée pharmacoporno est d'augmenter la potentia gaudendi, ou « force orgasmique », un concept que Preciado définit comme la « puissance (actuelle ou virtuelle) d'excitation (totale) d'un corps » c'est-à-dire une capacité de jouir constituant une force de travail dans le capitalisme pharmacopornographique.

### Pornotopie:Playboyet l'invention de la sexualité multimédia
Pornotopie est la republication d’une thèse de doctorat d’abord publiée en espagnol en 2010. Dans cet ouvrage, Preciado s’intéresse au magazine Playboy créé en 1953 par Hugh Hefner. Selon Preciado, Playboy est le précurseur de la médiatisation de la sphère intime, telle qu’on peut la retrouver aujourd’hui aussi bien dans la télé-réalité que dans les réseaux sociaux. Produits dérivés, hôtels, clubs avec hôtesses (les « bunnies » ou « Playboy Bunny »), chaîne de télévision mettant en scène l’intérieur du manoir Playboy, invention de la « fille d’à-côté » (girl next door) faisant de toute femme une potentielle playmate, le magazine met en place un véritable empire qui annonce et influence l'ère médiatique actuelle.
Le terme « pornotopie » est un emprunt à Steven Marcus dans son essai The Other Victorians: A study of Sexuality and Pornography in the Mid-Nineteenth Century England (1964), qu'il définit comme « un espace plastique, un fantasme à la fois familier et inavouable, qui se situe quelque part derrière les yeux, à l'intérieur du crâne, mais qui ne peut pas être localisé dans l'espace physique ». Preciado suppose que les travaux de Marcus ont probablement influencé le philosophe Michel Foucault dans son travail sur la spatialisation de la connaissance et du pouvoir, et qui le mènera à la création de la notion d'hétérotopie qu'il définit comme « des lieux réels, des lieux effectifs, des lieux qui sont dessinés dans l'institution même de la société, et qui sont des sortes de contre-emplacements, sortes d'utopies effectivement réalisées dans lesquelles les emplacements réels, tous les autres emplacements réels que l'on peut trouver à l'intérieur de la culture sont à la fois représentés, contestés et inversés, des sortes de lieux qui sont hors de tous les lieux, bien que pourtant ils soient effectivement localisables ».

Le travail de Preciado sur la « pornotopie » Playboy se présente comme une poursuite de la réflexion de Marcus et Foucault, proposant que « le complexe médiatique qui s'était développé autour du Manoir Playboy fonctionnait, contre les attentes de Marcus, comme une “pornotopie” localisée, une hétérotopie sexuelle propre au capitalisme tardif des sociétés de superconsommation de la guerre froide ». La définition de « pornotopie » de Preciado est la suivante : 

« Ce qui caractérise une pornotopie est sa capacité d'établir des rapports singuliers entre espace, sexualité, plaisir et technologie (audiovisuelle, biochimique, etc.), en altérant les conventions sexuelles et des genres tout en produisant la subjectivité sexuelle comme un dérivé de ces opérations spatiales. »

Dans son ouvrage, Preciado définit six types particuliers de pornotopie :
- les pornotopies « de large prolifération », qui consistent en un territoire régi par ses propres règles, us et coutumes (exemple des Red-light district) ;
- les pornotopies « localisées » (Peep show, Club échangiste, Love hotel) ;
- les pornotopies « de restrictions » (prison, hôpital, école, couvent, dans leur rapport de négation à la sexualité) ;
- les pornotopies « de transitions », où le rapport à l'espace est déterminé par l'événement (Nuit de noces/ Lune de miel, Tourisme sexuel) ;
- les pornotopies « subalternes », qui se créent en fonction de l'installation d'une minorité dissidente dans un territoire donné, rendant cette même minorité visible et s'affirmant comme telle dans l'espace urbain et social (quartier gay) ;
- les pornotopies « de résistance », qui sont des manifestations éphémères (à l'inverse des pornotopies subalternes) matérialisant des régimes et des subjectivités sexuelles généralement invisibles (Gay pride, SlutWalk, manifestations pour les droits des prostituées).

Selon Preciado, l’homme « Playboy » s’est construit contre le modèle traditionnel du père de famille des années 1950 : il est célibataire, collectionne les conquêtes, habite en ville, aime les gadgets technologiques et c’est un homme d’intérieur. En effet, dès les premiers numéros, Hugh Hefner plaide pour une reconquête de l’espace domestique, traditionnellement assigné aux femmes. Il s’intéresse au design, à l’architecture et à la décoration. Ce renversement des intérêts typiquement féminins repris comme gages de la masculinité est illustré par Preciado par le modèle du soldat remplacé par le modèle caméléon et sophistiqué de l'espion qui apparaît avec le commencement de la Guerre froide. Preciado explique comment historiquement et philosophiquement Playboy se placerait dans la continuité des maisons de plaisir et des utopies sexuelles architecturales du marquis de Sade, de Claude-Nicolas Ledoux ou de Restif de La Bretonne.
Preciado fait également des rapprochements entre les revendications du féminisme radical et Playboy : Hefner critique notamment l'institution du mariage, la sexualité aux fins uniquement reproductives et il remet en question l'espace domestique consacré à la femme ménagère. Cependant, ses revendications se concentreraient selon Preciado à développer une nouvelle masculinité plutôt qu'une nouvelle féminité. Cette nouvelle masculinité « se traduit dans une réorganisation de l’espace domestique et des plaisirs sexuels ». Il veut « déféminiser » des espaces traditionnellement féminins comme la cuisine, la salle à manger ou la chambre à coucher. Preciado décrit en détail le lit « pharmaco-pornographique » d'Hefner. Ce lit rotatif et technologique sert à une multitude de fonctions : travail, détente, transfert d'informations et sexualité. À la différence du lit conjugal, « aucune femme n'était invitée à y rester plus que nécessaire ».
Pornotopie est lauréat du prix Sade de l’essai en 2011, finaliste du prix Anagrama en 2010.

### Un appartement sur Uranus - Chroniques de la traversée
Publié en 2019 aux Éditions Grasset, Un appartement sur Uranus, chroniques de la traversée est un livre qui rassemble des chroniques rédigées entre 2013 et 2018 et publiées dans le journal Libération. Le titre fait référence à Karl Heinrich Ulrichs, pionnier des luttes homosexuelles, qui utilisait le terme de « uranier » pour parler des hommes homosexuels, comme l’explique la présentation de l’édition : « Au XIXe siècle, lorsque l’homosexualité est inventée comme crime et maladie mentale en Europe, l’écrivain Karl Heinrich Ulrich est le premier à se déclarer « uraniste » et à affirmer les droits de « ceux qui aiment différemment ». » Le terme d’uranus est similaire à celui de queer mais a une connotation moins politique puisque Preciado cherche à se défaire des politiques identitaires.
Ces chroniques ont été écrites pendant des voyages mais aussi pendant sa transition de genre. Le sous-titre « chroniques de la traversée » fait donc à la fois référence à la traversée des frontières des pays mais aussi des identités de genre. Le motif du voyage est d’ailleurs un leitmotiv tout au long du livre qui matérialise le refus de se sédentariser dans une identité. Révélateur d’une volonté de nomadisme identitaire, le voyage lui permet une exploration de sa propre subjectivité.[réf. nécessaire]

### Orlando: ma biographie politique
Preciado réalise le film Orlando : ma biographie politique, dont le titre fait référence au roman Orlando de Virginia Woolf. Le film est présenté en février à la Berlinale 2023, où il reçoit le prix spécial du Jury dans la section Encounters et le Teddy Award du meilleur documentaire. Il est ensuite présenté au Centre Pompidou le 2 avril 2023.

## Publications

### Essais

#### Sous le nom de Beatriz Preciado
- Manifeste contra-sexuel (trad. Marie-Hélène Bourcier), Diable Vauvert, 2011 (1re éd. 2000) (ISBN 978-2-84626-231-6)
- Testo junkie : sexe, drogue et biopolitique (trad. de l'espagnol), Paris, Grasset, 2008, 389 p. (ISBN 978-2-246-73271-6)
- Pornotopie : "Playboy" et l'invention de la sexualité multimédia (trad. de l'espagnol par Serge Mestre et Beatriz Preciado), Paris, Climats, 2011, 241 p. (ISBN 978-2-08-125544-9)

#### Sous le nom de Paul B. Preciado
- Un appartement sur Uranus : Chroniques de la traversée (préf. Virginie Despentes), Paris, Grasset, 2019, 336 p. (ISBN 978-2-246-82066-6)
- Je suis un monstre qui vous parle : Rapport pour une académie de psychanalystes, Grasset, 2020, 128 p. (ISBN 9782246825562)
- Paul B. Preciado, Dysphoria Mundi, Éditions Grasset, 16 novembre 2022 (ISBN 978-2-246-83064-1, BNF 47167015).

### Contributions à des ouvrages collectifs
- Anne Dressen, Teresa Grandas et Paul B. Preciado, La passion selon Carol Rama : [exposition, Paris, 3 avril-12 juillet 2015], Musée d'art moderne de la Ville de Paris, Paris, Paris-Musées, 2015, 276 p. (ISBN 978-2-7596-0285-8)

### Articles
- « Multitudes Queer, Notes pour une politique des anormaux », Multitudes, no 12,‎ 2003 (DOI 10.3917/mult.012.0017, lire en ligne)
- « Mies-conception : la maison Farnsworth et le mystère du placard transparent » (trad. Anouk Devillé et Anne Verheeken), Multitudes, no 20,‎ 2005 (lire en ligne)
- « Savoirs_Vampires@War », Multitudes, no 20,‎ 2005 (lire en ligne)
- « Biopolitique à l’ère du capitalisme pharmacopornographique », Chimères, no 74,‎ mars 2010, p. 310 (ISBN 9782749234083, lire en ligne)
- (en + it) « Philippe Parreno and Paul B. Preciado in conversation with Hans Ulrich Obrist », Mousse, no 47,‎ février 2015, p. 296 (ISSN 2035-2565)[16][pertinence contestée]
- (en) « Pop Quiz: Paul B. Preciado on the Bruce Jenner interview », Artforum,‎ 7 mai 2015 (lire en ligne)[pertinence contestée]

### Chroniques
- Depuis janvier 2013, Preciado tient une chronique dans Libération en alternance avec Sandra Laugier, Michaël Fœssel et Frédéric Worms[51].
- Preciado écrit régulièrement pour l'hebdomadaire italien Internazionale[52].

## Projets dans l'art contemporain

### Commissariat d'exposition
- La passion selon Carol Rama, Musée d'art contemporain de Barcelone (31/10/14 – 22/02/15)[53]
- The beast and the sovereign, Musée d'art contemporain de Barcelone (16/10/15 – 17/01/16)[54]
- pavillon de Taïwan, 58e Biennale de Venise[55]

### Autres projets
- Postporn Marathon, Musée d'art contemporain de Barcelone (2004)[56]
- Art After Feminism, Musée d'art contemporain de Barcelone (7–15/04/2008)[57]
- International Cuir, Musée Reina Sofia, Madrid (15 – 19/11/2011)[58]
- Gender Lab, Emmetrop, Bourges (2012)[59]

## Filmographie
- 2023 : Orlando, ma biographie politique (documentaire expérimental)

## Distinctions
- 2021 : 2e prix Pierre Giquel de la critique d'art[60]
- 2023 : prix spécial du Jury dans la section Encounters et Teddy Award du meilleur documentaire à la Berlinale pour Orlando : ma biographie politique.